# Venda (thuisland)
Venda is een voormalig thuisland in het uiterste noordoosten van Zuid-Afrika, ten zuiden van Zimbabwe. Venda bestond uit twee met elkaar verbonden delen in de voormalige Zuid-Afrikaanse provincie Transvaal. De noordoostelijke grens werd gevormd door het Kruger Nationaal Park. De hoofdstad was Thohoyandou. In 1985 bedroeg het aantal inwoners bijna 460.000.
Venda betekent "wereld" of "land" en was het thuisland van de Bavenda. Het kreeg “zelfbestuur” op 1 februari 1973 en werd "onafhankelijk" op 13 september 1979. Geen enkel ander land heeft Venda ooit als land erkend. Op 27 april 1994 werd Venda, samen met de negen andere thuislanden, herenigd met Zuid-Afrika.

## Geboren
- Eric Mathoho (1 maart 1990), voetballer